# Muscicapa epulata
Muscicapa epulata là một loài chim trong họ Muscicapidae.